# Erik Granfelt (jurist)
Erik August Granfelt, född 3 juni 1913 i Kuopio, död 19 september 1988, var en finländsk jurist.
Granfelt, som var son till advokat Hjalmar August Granfelt och Anna Josefina Laaja, blev student 1933, avlade högre rättsexamen 1939 och blev vicehäradshövding 1946. Han blev biträdande kronolänsman i Pielisjärvi distrikt 1944, e.o. tjänsteman i Östra Finlands hovrätt 1946, notarie 1947, fiskal 1949, advokatfiskal 1953, assessor 1954 och var häradshövding i Rantasalmi domsaga från 1955. Han var ordförande i Kuopio stads förmyndarnämnd 1948–1954.